# Ophiozonella clypeata
Ophiozonella clypeata is een slangster uit de familie Ophiolepididae.
De wetenschappelijke naam van de soort werd in 1883 gepubliceerd door Theodore Lyman.